# Flying Dragon
Flying Dragon (Hiryū no Ken Twin au Japon) est un jeu vidéo de combat sorti en 1998 sur Nintendo 64. Le jeu a été développé par Culture Brain et édité par Natsume.
Une version évoluée du jeu en super deformed, intitulée SD Hiryu no Ken Densetsu, est sortie uniquement au Japon.

## SD Hiryū no Ken Densetsu
Une version évoluée du jeu en super deformed, intitulée SD Hiryu no Ken Densetsu, est sortie uniquement au Japon en 1999.